# Málkov (Přimda)
Málkov (německy Molgau) je malá vesnice, část města Přimda v okrese Tachov v Plzeňském kraji. Nachází se asi tři kilometry jižně od Přimdy. Málkov leží v katastrálním území Málkov u Přimdy o rozloze 4,93 km².

## Historie
První písemná zmínka o vesnici pochází z roku 1532.  V letech 1938 až 1945 byla ves (v důsledku uzavření Mnichovské dohody) přičleněna k nacistickému Německu.

## Obyvatelstvo
| Rok            | 1869 | 1880 | 1890 | 1900 | 1910 | 1921 | 1930 | 1950 | 1961 | 1970 | 1980 | 1991 | 2001 | 2011 | 2021 |
| -------------- | ---- | ---- | ---- | ---- | ---- | ---- | ---- | ---- | ---- | ---- | ---- | ---- | ---- | ---- | ---- |
| Počet obyvatel | 242  | 238  | 229  | 186  | 182  | 206  | 162  | 14   | 29   | 18   | 11   | 7    | 6    | 10   | 13   |
| Počet domů     | 36   | 35   | 35   | 36   | 35   | 34   | 35   | 30   | 30   | 3    | 3    | 2    | 5    | 4    | 5    |

## Obecní správa
Při sčítání lidu v letech 1850–1947 Málkov byl samostatnou obcí v okrese Tachov. Od roku 1948 je částí města Přimda v okrese Tachov.

## Pamětihodnosti
- Zřícenina poutního kostela svaté Apoleny s kaplí Panny Marie Pomocné
- Lípa Jindřicha Kolowrata